# Bolsa de Comercio de Santa Fe
Die Bolsa de Comercio de Santa Fe - BCSF (englisch: Santa Fe Stock Exchange) ist eine gemeinnützige Zivilvereinigung mit Sitz in Santa Fe, deren Hauptziel die Förderung und Verteidigung des Handels ist. Sie besteht seit über 140 Jahren. Anfangs konzentrierten sich ihre bedeutendsten Projekte auf die Entwicklung des Getreidehandels und der regionalen Wirtschaft, doch heute hat sich die Institution modernisiert und bietet ihre Dienstleistungen Partnern und Kunden an, die einer breiten Gruppe von Wirtschaftssektoren angehören. 

## Geschichte
Der Ursprung der Institution geht auf den 29. August 1884 zurück, dem Tag, an dem die zuständigen Regierungsbehörden dem Club Comercial, dem Grundstein der heutigen Bolsa de Comercio, den Rechtsstatus verliehen. Nach den Informationen der Architektin Silvia Bournissent, die die Geschichte des Gebäudes untersucht, in dem sich die Börse befindet, fand die erste Versammlung zur Gründung des Club Comercial am 6. Juli 1884 statt. Doch erst am 11. August desselben Jahres wurde mit der Unterschrift von Herrn Ignacio Crespo, dem Präsidenten des neu gegründeten Vereins, der Antrag auf Anerkennung als juristische Person beim Regierungsministerium eingereicht, dem die entsprechenden Unterlagen beigefügt waren. Die Mitteilung wurde noch am selben Tag an den Staatsanwalt geschickt und am nächsten Tag erhielt die Petition eine positive Stellungnahme und wurde an die Exekutive weitergeleitet. Kurz darauf und auf der Grundlage der eingegangenen Berichte genehmigte der Gouverneur der Provinz, Canon Manuel N. Zavalla, ihre Statuten und allgemeinen Vorschriften und erklärte sie zu einer juristischen Person.
Die Dynamik des großen Wandels, den das Land erlebte und dessen Achse die landwirtschaftliche Produktion hauptsächlich in Buenos Aires, Córdoba, Entre Ríos und Santa Fe war, führte zu schnellen Veränderungen. Die Verzweigung des Commercial Clubs in die parallele Gründung der Santa Fe Stock Exchange (die im fortschrittlichen Raum des Commercial Clubs und auf Anregung seiner eigenen Männer entstand) war eine davon. In diesem Rahmen wurde La Bolsa als eine Einheit mit stärkerer kommerzieller Spezialisierung gegründet, die den Schwerpunkt auf die Aktivitäten der agroindustriellen Kette und den Getreideexport legte. In der Sitzung vom 12. Juli 1912 wurden die Statuten und Verordnungen genehmigt, die Institution für gegründet erklärt und ihr oberstes Organ gewählt: die Gewerkschaftskammer (die später durch das Direktorium ersetzt wurde, das Leitungsgremium, in dem die verschiedenen von den Mitgliedern der Institution gewählten Kammern und Behörden vertreten sind). Die offizielle Einweihung fand nach Abschluss der Verfahren zur Erlangung des Rechtsstatus am 7. Dezember 1912 statt. Die Verbindung zwischen beiden war so groß, dass die Börse von den ersten Tagen an am Hauptsitz des Commercial Club (Gebäude, in dem sich die Börse derzeit befindet und das am 29. Februar 1912 vom Club Comercial eingeweiht worden war) operieren würde.
Sowohl der Commercial Club als auch die Santa Fe Stock Exchange arbeiteten parallel, bis 1919 die Fusion beider Unternehmen beschlossen wurde. In der Fusions- und Übertragungsurkunde des Commercial Club und der Santa Fe Stock Exchange wurde in einer ihrer Klauseln festgelegt: „Unter der sogenannten Santa Fe Stock Exchange werden der derzeitige Commercial Club und die Stock Exchange neu zusammengelegt.“ Ebenso wurde darauf hingewiesen, dass das bewegliche und unbewegliche Vermögen des ersten dieser Zentren sowie das bewegliche Vermögen des letzteren in den Bereich der neuen Gesellschaft übergehen würden.